# Minetia crinitus
Minetia crinitus is een vlinder uit de familie sikkelmotten (Oecophoridae). De wetenschappelijke naam is voor het eerst geldig gepubliceerd in 1798 door Fabricius.
De soort komt voor in Europa.